# Autodesk MotionBuilder
Autodesk MotionBuilder (ранее известный как Kaydara FilmBox) — программный пакет, предназначенный для персонажной анимации и обработки данных Motion capture. Имеет богатый набор по настройке рига, автоматически назначающийся риг Full body IK, анимационные слои, миксер анимационных клипов, лицевая анимация.